# Parábola del crecimiento de la semilla

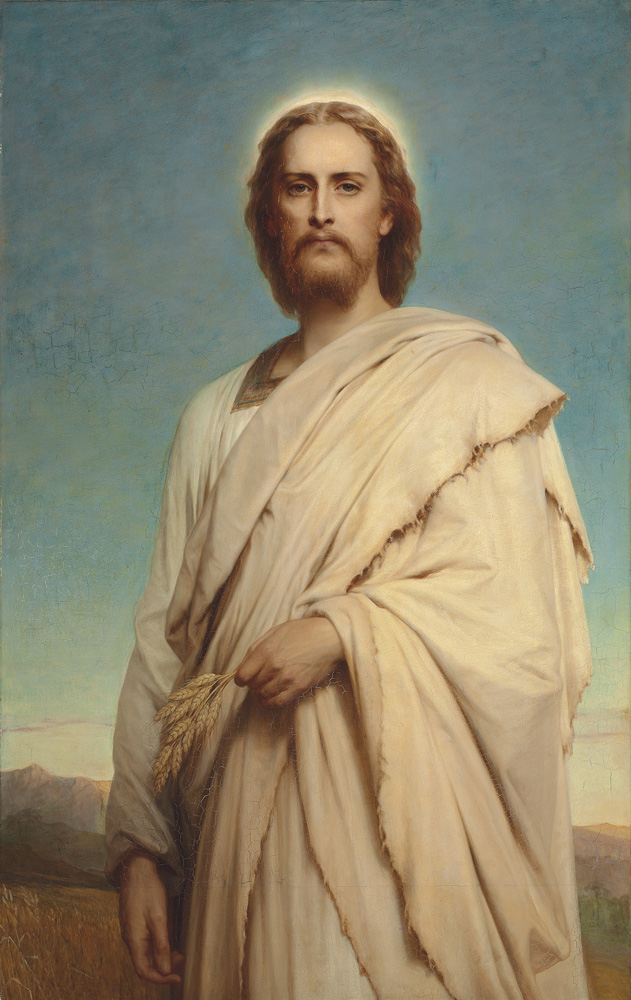
Cristo del maizal, por Frank Dicksee

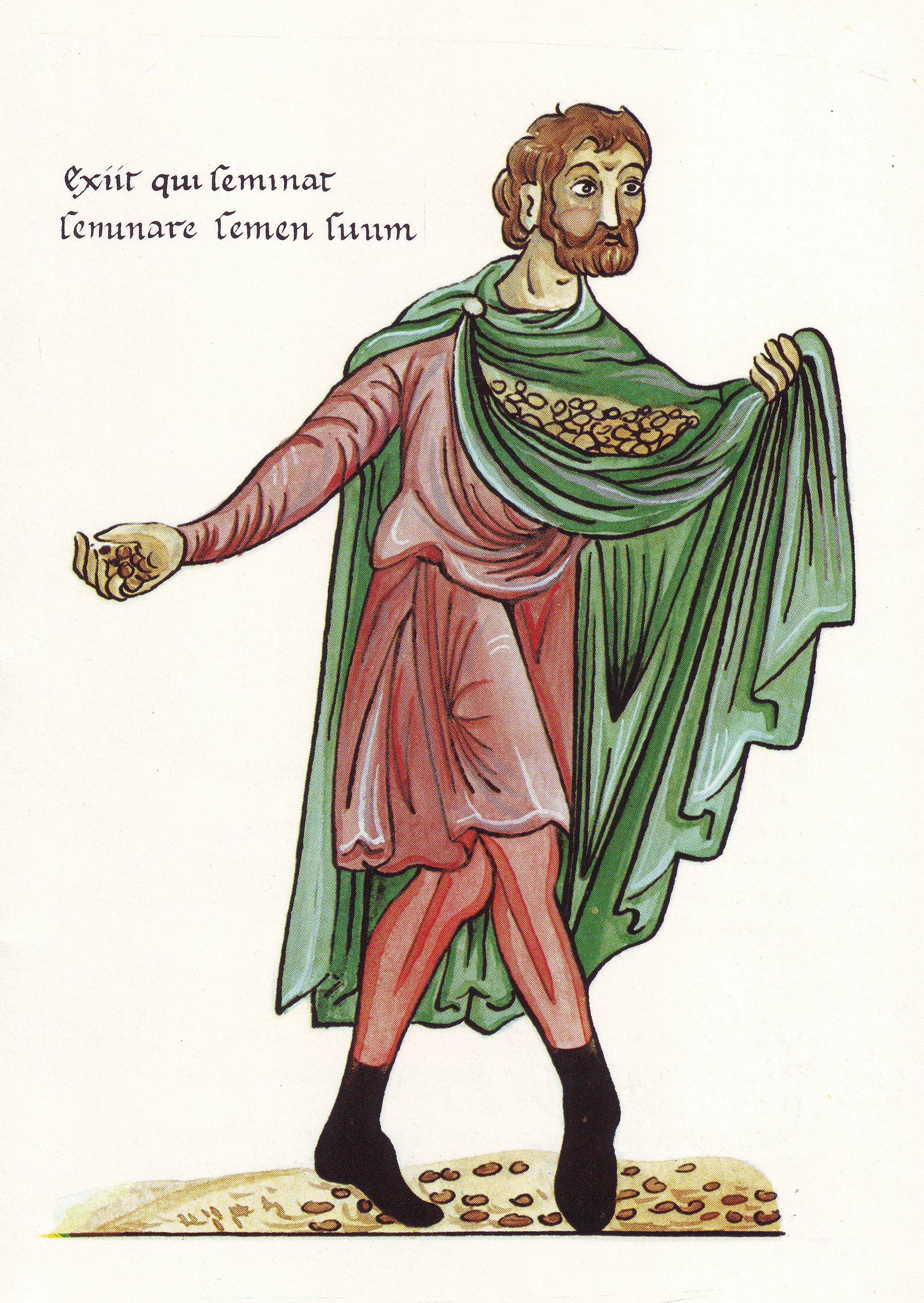
El sembrador, como se ilustra en Hortus deliciarum.

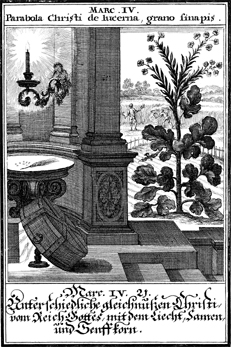
Ilustración de la parábola, junto con la parábola de la lámpara que la precede en Marcos.

La parábola del crecimiento de la semilla, también conocida como parábola de la semilla que crece o semilla que crece en secreto es una de las parábolas de Jesús encontrada en Marcos 4:26-29.  Es una parábola sobre el crecimiento en el Reino de Dios. Habla del crecimiento del reino de los cielos entre las personas. Sigue a la Parábola del sembrador y a la Parábola de la lámpara, y precede a la Parábola del grano de mostaza.

## Texto bíblico
La parábola es la siguiente:
- Según  san Marcos:

Así es el reino de Dios, como cuando un hombre echa semilla en la tierra. Duerma y vele, de noche y de día, la semilla brota y crece sin que él sepa cómo, porque de por sí lleva fruto la tierra: primero hierba, luego espiga, después grano lleno en la espiga; y cuando el fruto está maduro, en seguida se mete la hoz, porque la siega ha llegado.
Marcos 4:26-29, Reina-Valera, 1995

## Interpretación de la Iglesia católica
La sencillez de las parábolas de la semilla y del grano de mostaza, que van seguidas en el evangelio,  podría ocultar su contenido de fondo. Contienen la idea de crecimiento: la parábola de la semilla habla de la eficacia per se del Reino y de su desarrollo; la del grano de mostaza, de la desproporción entre el principio, ya que es la más pequeña de las semillas, y el final, cuando llega a ser un gran árbol. La semilla es fecunda, pero necesita que la buena tierra que la acoge que deben ser las personas; posteriormente vendrá el fruto de la virtud tal y como dice  san Gregorio Magno: «Cuando concebimos buenos deseos, echamos las semillas en la tierra; cuando comenzamos a obrar bien, somos hierba, y cuando, progresando en el buen obrar, crecemos, llegamos a espigas, y cuando ya estamos firmes en obrar el bien con perfección, ya llevamos en la espiga el grano maduro» 

Se puede relacionar esta parábola con la parábola del sembrador, con la diferencia de que en la parábola de la semilla que crece la semilla representa al mismo Reino de Dios, que crece por intervención de Dios y no del hombre, y a su propio ritmo.
 San Pablo describe el crecimiento de la iglesia en la antigua Corinto de manera similar:
Yo planté la semilla, Apolos la regó, pero Dios la ha hecho crecer.
A diferencia de la parábola del Sembrador, aquí la semilla parece representar el propio Reino de Dios. Las diferencias de interpretación resultan de enfatizar diferentes aspectos de la parábola, como la semilla, el sembrador o la tierra.